# やさしい花の咲く場所
『やさしい花の咲く場所』（やさしいはなのさくばしょ）は、2006年3月1日に発売された、日本の歌手・奥華子のメジャーデビュー後の1枚目のアルバム。

## 解説
デビュー曲「やさしい花」を含むアルバム。メジャーデビュー後発売された3つのシングル曲（カップリングは含まれていない）と、過去の再収録1曲、他8曲は新曲である。

## 構成・収録曲
- 全曲作詞・作曲：奥華子
- 作詞：吉田喜子 (#5)
- 編曲：上杉洋史 (#1.2.12)、奥華子 (#3.5.9)、矢野博康 (#4)、佐藤準 (#6.10)、西平彰 (#7)、本多俊之 (#8.11)
- PCCA-02226

1. 雨あがり
2. 魔法の人 (2nd)
3. 月のそばで眠りたい
4. そんな風にしか言えないけど
5. 帰っておいで - JR東日本『エキナカ』CFソング
6. 窓辺 - 講談社『私らしくあの場所へ』コラボレーションソング
7. 春風
8. 恋つぼみ - NHK『みんなのうた』 (3rd)
9. リップクリーム
10. きみの空
11. 鳥と雲と青 (自主制作vol.1)
12. やさしい花 (1st)

## 演奏
- 奥華子
  - Vocal
  - Piano (#1-5.9.11)
  - Keyboards (#8.9.12)
- 上杉洋史
  - Computer Programming, Keyboards (#1.2.12)
  - Fender Rhodes (#1)
  - Hammond B3 Organ (#2)
- 松永俊弥：Drums (#1)
- 惠美直也：Bass (#1)
- 渡辺格：Guitar (#1.2)
- 大久保敦夫：Drums (#2)
- 山崎洋：Bass (#2)
- 弦一徹ストリングス：Strings (#2)
- 藤井珠緒：Percussion (#3)
- 矢野博康：Drums (#4)
- 千ヶ崎学：Bass (#4)
- 新井建：Guitar (#4)
- 佐藤準：Piano (#6)
- 田代耕一郎：Guitar (#6.10)
- 山崎哲雄：Computer Programming (#6.10)
- Aquarius Strings：Strings (#6.10)
- 西平彰：Computer Programming (#7)
- エルトン永田：Piano (#7)
- 岡崎倫典：Guitar (#7)
- 篠崎正嗣ストリングス：Strings (#8)
- 柴草幹男：Flute (#8)
- 前田信吉：Fagotto (#8)
- 加藤JOEストリングス：Strings (#11)
- 河村智康：Drums (#12)
- 阿部雅士ストリングス：Strings (#12)